# Peter Pitchlynn
Peter Perkins Pitchlynn (30 de gener de 1806 – 17 de gener de 1881) o Hat-choo-tuck-nee ("Tortuga mossegadora") fou un cap de la Nació Choctaw d'Oklahoma d'ascendència choctaw i angloamericana. Fou el cap principal dels choctaw durant 1864-1866 i es va lliurar a la Unió en nom de la nació a la fi de la Guerra Civil.
Educat en la cultura choctaw i a les escoles nord-americanes, el 1825 va ajudar a fundar una escola per a nens choctaw: l'Acadèmia Choctaw a Kentucky. També va treballar per reduir la venda d'alcohol al seu territori. Després del trasllat a Territori Indi en la dècada de 1830 va ser nomenat pel Consell Nacional en 1845 com el delegat choctaw a Washington, DC. En aquest moment, la Nació es proposava ser reconeguda pel Congrés dels Estats Units com a territori.
Després de la guerra Pitchlynn va tornar a Washington DC per a representar els interessos dels choctaw i treballar per les concessions del govern per a les terres choctaw venudes sota la pressió dels Estats Units el 1830 durant la deportació. Va morir a Washington, DC.

## Primers anys i educació
Peter P. Pitchlynn néixer al comtat de Noxubee (Mississipi) el 30 de gener de 1806 com el primer fill de Sophia Folsom una choctaw d'ascendència en part angloamericana; la seva mare Natika era choctaw i el seu pare era Ebenezer Folsom, un comerciant. El nom Choctaw de Sophia era Lk-ho-ha-wah (Estimada però perduda). Sophia Folsom i John Pitchlynn es casaren en 1804. Com els choctaw tenien un sistena matrilineal de la propietat i de lideratge hereditari, Peter va néixer a clan i poble de la seva mare; a través de la seva família va guanyar l'estatus a la tribu.
El seu pare era el major John Pitchlynn, d'ascendència escocesa. El pare va ser criat des de la infància pels choctaws després de la mort del seu pare Isaac, un vidu. John Pitchlynn va servir George Washington com a intèrpret per a les negociacions amb els choctaws.
Un dels deu nens nascuts dels Pitchlynns, després de diversos anys al país va ser enviat a un internat de Tennessee a uns 200 quilòmetres de Mississipi. Més tard va assistir a una acadèmia a Columbia (Tennessee). Per completar la seva formació, va estudiar i es va graduar de la Universitat de Nashville, considerada una de les millors institucions de l'època. La seva classe que es va graduar en 1827 AMB 12 estudiants.
Després d'obtenir el títol, Pitchlynn va tornar a la casa familiar a Mississipi, on es va convertir en agricultor.

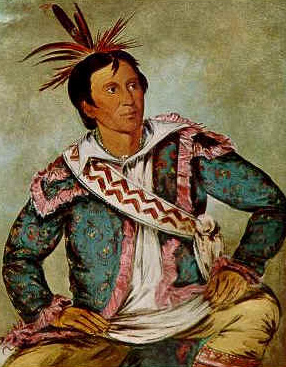
Retrat de Peter Pitchlynn per George Catlin, 1834 a Fort Gibson, Arkansas

## Matrimoni i família
Aviat es casà amb Rhonda Folsom, una cosina germana. Com a part dels canvis en les pràctiques, els va casar un missioner, el reverend Cyrus Kingsbury. Van tenir molts fills: Lycurgus, Peter P. Jr., Leonidas, Rhoda Mary (casada D.L. Kannedy), Malvinia (casada Loring S.W. Folsom). Després de la mort de la seva esposa, Pitchlynn correspon regularment amb els seus fills grans mentre estaven a l'escola, tractant de donar-los orientació. Lycurgus va assistir a una escola a Tennessee i Peter Jr a una a Oxford, Geòrgia.
Els fills de Pitchlynn van tenir dificultats de joves i d'adults: Lycurgus i Leonidas van ser jutjats per assalt el 1857 i condemnats a penes de presó. El pare va obtenir un indult per a ells del president John Buchanan. En 1860 Peter Jr. disparà i matà el seu oncle, Lorenzo Harris, qui s'havia casat amb la germana del seu pare Elizabeth Pitchlynn. Alguns van dir que havia estat en defensa pròpia.
Després de la mort de Rhonda, Peter es casà amb una vídua, Caroline Lombardy. Van tenir una filla, Sofia, que mai es va casar i va viure amb el seu pare.

## Carrera
Pitchlynn va rebre una bona educació, tant en choctaw com en cultura euroamericana. Va començar a treballar sobre les formes de millorar la vida choctaw. Va treballar per prohibir la venda d'alcohol a territori choctaw. Convençuts que l'educació era important, va convèncer el Consell Nacional per fundar l'Acadèmia Choctaw, situada a Blue Springs, comtat de Scott (Kentucky) en 1825. A vegades acceptava estudiants d'altres tribus ameríndies, així com choctaws. Pitchlynn va quedar estretament involucrada amb l'escola, rebent informes trimestrals.
En 1830 Pitchlynn fou elegit al Consell Nacional Choctaw. A causa de la seva educació va exercir com a intèrpret i enllaç eficaç entre els choctaws i el govern federal dels Estats Units. Després del Tractat de Dancing Rabbit Creek (1830) es traslladà amb els altres choctaws a Territori Indi. La mare vídua de Pitchlynn, Sophia Folsom Pitchlynn, s'hi va traslladar amb el seu fill. Ella tenia la tomba més antiga coneguda a Oklahoma.
Charles Dickens, a qui va conèixer en un vaixell de vapor al riu Ohio el van descriure detalladament:
| « | Era un home molt atractiu; alguns anys passats dels quaranta, si he de juthar; amb els cabells llargs i negres, nas aguilenc, pòmuls amples, una pell torrada pel sol, i ulls molt brillants, aguts, foscos i penetrants. I hi havia deixat vint mil dels choctaws, va dir, i el seu nombre anava disminuint cada dia. Alguns dels seus caps germans havien estat obligats a convertir-se en civilitzats, i fer conèixer el que sabien els blancs, perquè era la seva única possibilitat d'existència. Però no eren molts; i la resta eren com sempre havien estat. Es va esplaiar sobre això, i va dir en diverses ocasions que a menys que ells intentessin assimilar als seus conqueridors, serien arrossegats davant els avenços de la societat civilitzada. Quan ens vam donar la mà en acomiadar-se, li vaig dir que havia de venir a Anglaterra, com que ell anhelava veure-la: que jo esperaria veure'l allà, un dia, i que jo li podia prometre que seria ben rebut i tractat amablement. Evidentment estava complagut per aquesta seguretat, tot i que es va reincorporar amb un somriure de bon humor i va sacsejar el cap, que els anglesos solien ser molt amics dels homes rojos quan volien la seva ajuda, però no s'havien preocupat molt per ells des de llavors. Es va acomiadar; majestuós i un cavaller complet fet de la natura, com sempre vaig creure; i mogut entre la gent al vaixell, un altre tipus de ser. Em va enviar un retrat litografiat de si mateix poc després; molt semblant, encara que a penes prou bonic; que he conservat curosament en la memòria de la nostra breu trobada. | » |

El 1840, el Consell va nomenar Pitchlynn com a mestre i superintendent de l'Acadèmia Choctaw. A l'any següent, van decidir traslladar l'escola a la Nació Choctaw d'Oklahoma (situada a Territori Indi). La correspondència de Pitchlynn mostra també que estaven discutint la necessitat d'una escola de noies.
Pitchlynn va seguir prenent més responsabilitats en la Nació; en 1845 va ser nomenat delegat Choctaw a Washington, DC per representar-hi la nació. Aquest any tant els choctaw com els cherokees van proposar al Congrés dels Estats Units que les seves respectives nacions havien de ser reconeguts com a territoris independents dels Estats Units, però això van rebre suport. En 1847 va ajudar a organitzar la retirada de més choctaws de Mississipi a la Nació Choctaw en vaixell de vapor.
En 1861 estava a Washington DC, quan va començar la Guerra Civil dels Estats Units. Immediatament va tornar a la Nació Choctaw, amb l'esperança d'escapar de la contesa. Havia estat a Washington per fer front als assumptes nacionals dels choctaw. Tot i que esperava evitar la guerra, als choctaw no se'ls va permetre romandre neutrals. Alguns s'aliaren amb la Confederació i altres amb la Unió. Tots van patir arran de la guerra.
Peter P. Pitchlynn fou escollit Cap Principal dels Choctaws en 1864 i serví fins al 1866.

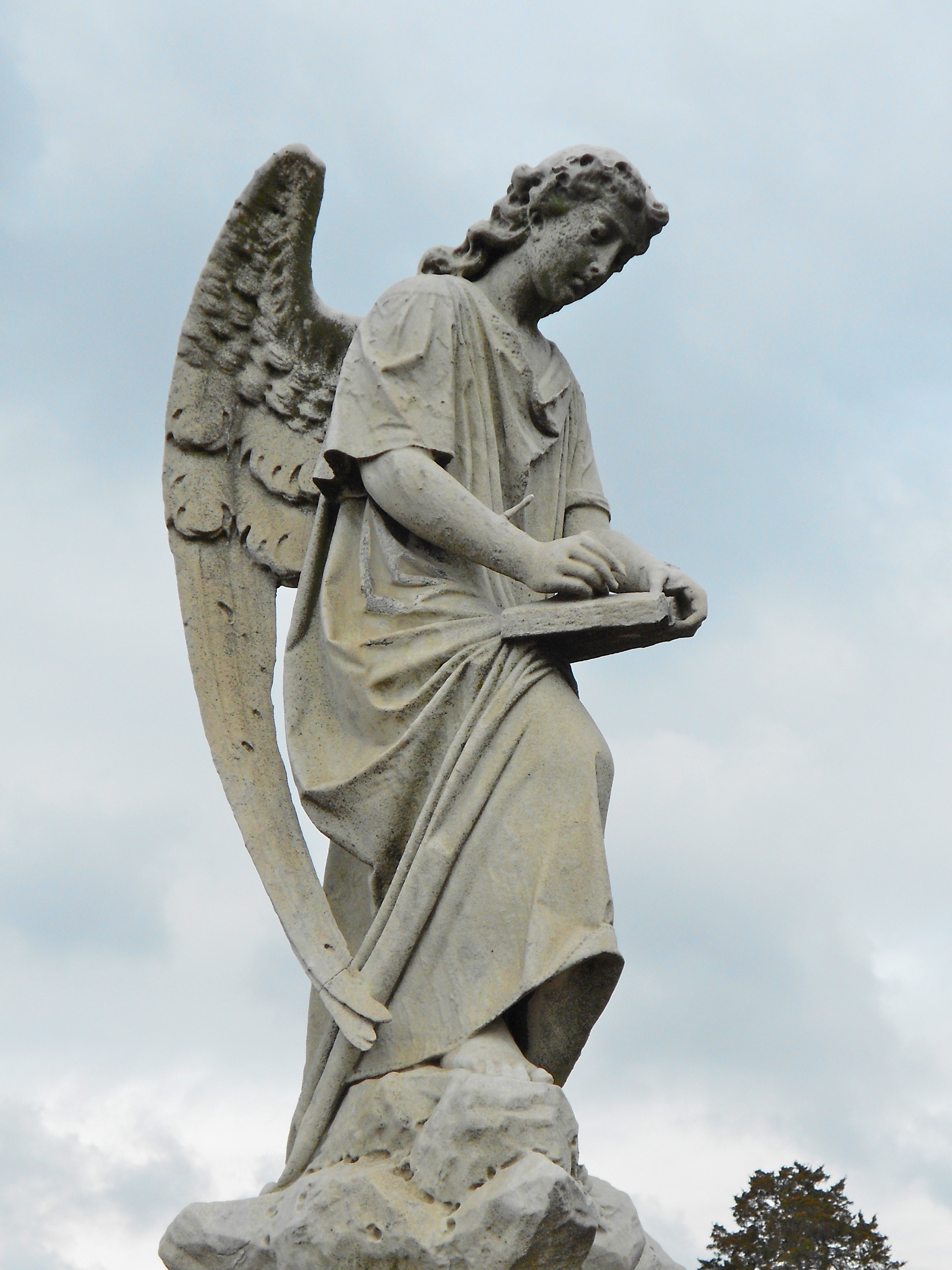
Escultura a la tomba de Pitchlynn

Després que va ser succeït com a cap, Pitchlynn va tornar a Washington, DC com a delegat choctaw, on va treballar per pressionar les reclamacions de terres choctaw a Mississipi venudes sota la pressió dels Estats Units en 1830. Havia aconseguit recopilar informació sobre aquest tema des de la dècada de 1850 de funcionaris involucrats en el Tractat de Dancing Rabbit Creek. Es va unir a l'Església Luterana. També esdevingué un membre prominent de la francmaçoneria. Pitchlynn es va dirigir al president i a diversos comitès del Congrés en defensa de les reclamacions choctaw.
Després de la seva mort a Washington en 1881, Pitchlynn ser enterrat en el Cementiri del Congrés.
Es va recollir el que Pitchlynn havia dit sobre l'origen dels choctaw:
"d'acord amb les tradicions dels choctaws, el primer de la seva raça va venir del si d'un mar magnífic. Fins i tot la primera vegada que van fer la seva aparició sobre la terra eren tan nombrosos com per cobrir el pendent i la riba sorrenca de l'oceà ... en el transcurs del temps, però, la multitud va ser visitat per la malaltia ... el seu viatge jeia sobre rierols, sobre els turons i muntanyes, a través dels boscos embullats, i més d'immenses prades ... tan contents estaven amb tot el que van veure que van construir  monticles a totes les valls més belles que travessaren, per la qual cosa el Mestre de la Vida podria saber que no eren un poble ingrat".

## Llegat i honors
- La Nació Choctaw va col·locar un monument en la seva tomba al Cementiri del Congrés en el seu honor.
- Els seus documents es troben a la Universitat d'Oklahoma, a la Western Histories Collection.[5]